# 182 av. J.-C.
Cette page concerne l'année 182 av. J.-C. du calendrier julien proleptique.

## Événements
- 12 janvier (15 mars 572 du calendrier romain) : début à Rome du consulat de Lucius  Aemilius Paullus et Cnaeus Baebius Tamphilus[1].
  - Lex Orchia, loi somptuaire réglementant les dépenses dans l'organisation des banquets[2].
  - Le légat Quintus Marcius Philippus, de retour à Rome, alarme le sénat romain sur les préparatifs de guerre de Philippe V de Macédoine. Nouvelles plaintes des pays voisins de la Macédoine, en particulier les Thraces et d’Eumène II au Sénat. Philippe V déporte en Imathie presque tous les habitants des villes maritimes avec leurs familles et les remplace par des colons thraces fidèles[3].

- Querelle entre les fils de Philippe V ; Persée reproche à Démétrios de favoriser l'alliance avec les Romains. Il prétend que son frère a tenté de l'assassiner après la fête de la purification de l'armée pour s'emparer de la succession, encouragé par Flamininus[3].
- Début du règne de Prusias II le Chasseur, roi de Bithynie (fin en 149 av. J.-C.)[3].
- Massinissa occupe un territoire (indéterminé) que son père Gaïa avait enlevé aux Carthaginois et que Syphax leur avait rendu après s'être emparé du royaume massyle. Une commission romaine est envoyée en Afrique par le Sénat, qui semble se montrer conciliant envers Carthage[4].

## Naissances en 182 av. J.-C.
- Ptolémée VIII Évergète II.

## Décès
- Prusias, roi de Bithynie.